# Luis Manuel López Alfaro
Luis Manuel López Alfaro (* 21. Juni 1963 in Mexiko-Stadt) ist ein mexikanischer römisch-katholischer Geistlicher und ernannter Bischof von Tapachula.

## Leben
Luis Manuel López Alfaro erwarb zunächst einen Abschluss als Agraringenieur. Anschließend studierte er am Priesterseminar des Bistums Toluca, für das er am 15. August 1991 das Sakrament der Priesterweihe empfing.
Neben verschiedenen Aufgaben in der Pfarrseelsorge war er Spiritual und Erzieher am Knabenseminar von Toluca. Er war Dekan und gehörte dem Priesterrat des Bistums Toluca an. Im Jahr 2004 wurde er in den Klerus des Bistums San Cristóbal de Las Casas inkardiniert. In dieser Diözese war er als Pfarrer und Spiritual des diözesanen Priesterseminars tätig. Er war zeitweise Bischofsvikar für die Seelsorge und gehörte dem Priesterrat sowie dem Konsultorenkollegium des Bistums an. Bischof Rodrigo Aguilar Martínez berief ihn zum Generalvikar.
Papst Franziskus ernannte ihn am 6. Juni 2020 zum Titularbischof von Garba und zum Weihbischof in San Cristóbal de Las Casas. Der Bischof von San Cristóbal de Las Casas, Rodrigo Aguilar Martínez, spendete ihm am 28. August desselben Jahres die Bischofsweihe. Mitkonsekratoren waren dessen Amtsvorgänger Felipe Arizmendi Esquivel und der Apostolische Nuntius in Mexiko, Erzbischof Franco Coppola.
Am 9. April 2025 bestellte ihn Papst Franziskus zum Bischof von Tapachula.